# 萨拉齐厅
萨拉齐协理通判厅，简称萨拉齐厅，清朝的厅。
乾隆四年（1739年）置，隶属于归化城厅的萨拉齐协理通判厅，治所在今内蒙古自治区土默特右旗。乾隆二十五年，善岱厅并入，萨拉齐厅升为通判厅，直属山西省归绥道。辛亥革命后，全国废府州厅改县，降为萨拉齐县。 